# Wojciech Żabiałowicz
Wojciech Żabiałowicz (ur. 16 października 1957 w Toruniu) – polski żużlowiec i trener sportu żużlowego.

## Życiorys
Całą karierę spędził w Apatorze Toruń, gdzie również był trenerem. Z Apatorem był dwukrotnie Drużynowym Mistrzem Polski (1986, 1990).
W sezonie 1986 osiągnął najwyższą średnią biegową w lidze 2,774, a w 1987 został indywidualnym mistrzem Polski.

## Osiągnięcia
Mistrzostwa świata par
- 1987 –  Pardubice – 9. miejsce – 8 pkt → wyniki

Indywidualne mistrzostwa Polski
- 1983 – Gdańsk – 9. miejsce – 8 pkt → wyniki
- 1984 – Gorzów Wielkopolski – 8. miejsce – 9 pkt → wyniki
- 1985 – Gorzów Wielkopolski – 10. miejsce – 5 pkt → wyniki
- 1986 – Zielona Góra – 2. miejsce – 12+3 pkt → wyniki
- 1987 – Toruń – 1. miejsce – 29 pkt → wyniki
- 1988 – Leszno – 11. miejsce – 14 pkt → wyniki
- 1989 – Leszno – 11. miejsce – 6 pkt → wyniki
- 1990 – Lublin – 7. miejsce – 9 pkt → wyniki

Młodzieżowe indywidualne mistrzostwa Polski
- 1978 – Leszno – 10. miejsce – 6 pkt → wyniki
- 1980 – Leszno – 3. miejsce – 12+3 pkt → wyniki

Mistrzostwa Polski par klubowych
- 1978 – Chorzów – 7. miejsce – 4 pkt → wyniki
- 1981 – Toruń – 2. miejsce – 13 pkt → wyniki
- 1982 – Gorzów Wielkopolski – 5. miejsce – 13 pkt → wyniki
- 1983 – Zielona Góra – 7. miejsce – 8 pkt → wyniki
- 1984 – Chorzów – 5. miejsce – 2 pkt → wyniki
- 1985 – Rybnik – 7. miejsce – 12 pkt → wyniki
- 1986 – Toruń – 1. miejsce – 29 pkt → wyniki
- 1988 – Rybnik – 8. miejsce – 23 pkt → wyniki
- 1989 – Leszno – 7. miejsce – 21 pkt → wyniki

Młodzieżowe Drużynowe Mistrzostwa Polski
- 1979 – 4 rundy – 2. miejsce → wyniki

Złoty Kask
- 1979 – 4 rundy – 11. miejsce – 22 pkt → wyniki
- 1980 – 4 rundy – 7. miejsce – 29 pkt → wyniki
- 1981 – 4 rundy – 4. miejsce – 33 pkt → wyniki
- 1982 – Leszno – 2. miejsce – 13 pkt → wyniki
- 1983 – Leszno – 13. miejsce – 4 pkt → wyniki
- 1985 – 3 rundy – 1. miejsce – 28 pkt → wyniki
- 1986 – 4 rundy – 2. miejsce – 49+3 pkt → wyniki
- 1987 – 4 rundy – 2. miejsce – 43 pkt → wyniki
- 1988 – 4 rundy – 12. miejsce – 16 pkt → wyniki

Srebrny Kask
- 1978 – Opole – 6. miejsce – 9 pkt → wyniki
- 1980 – Zielona Góra – 3. miejsce – 12 pkt → wyniki

Brązowy Kask
- 1977 – Gdańsk – 10. miejsce – 6 pkt → wyniki

## Inne turnieje
Memoriał Alfreda Smoczyka w Lesznie
- 1979 – 11. miejsce – 5 pkt → wyniki
- 1980 – 8. miejsce – 9 pkt → wyniki
- 1981 – 5. miejsce – 9 pkt → wyniki
- 1982 – 2. miejsce – 13 pkt → wyniki
- 1983 – 5. miejsce – 8 pkt → wyniki
- 1984 – 5. miejsce – 11 pkt → wyniki
- 1985 – 3. miejsce – 11+3 pkt → wyniki
- 1986 – 2. miejsce – 13+2 pkt → wyniki